# منع الحمل في حالات الطوارئ
وسائل منع الحمل في حالات الطوارئ ، أو وسائل منع الحمل الطارئ بعد الجماع، هي تدابير تحديد النسل التي يمكن استخدامها بعد الجماع لمنع الحمل.
وتشمل أشكال منع الحمل في حالات الطوارئ ما يلي:
في بعض الأحيان يشار ببساطة إلى حبوب منع الحمل في حالات الطوارئ بموانع الحمل الطارئ أو «حبوب منع الحمل بعد الصباح» - وهي العقاقير التي تهدف إلى تعطيل أو تأخير التبويض أو التخصيب، والتي هي عملية ضرورية للحمل (وسائل منع الحمل). حبوب منع الحمل الطارئ و «حبوب الإجهاض» ليست هي نفسها. فحبوب منع الحمل الطارئ تعمل عن طريق منع أو تأخير التبويض، وبالتالي تمنع الحمل، وليس بالإجهاض.
الأجهزة داخل الرحم (اللولب) - تستخدم عادة كوسيلة أولية لمنع الحمل، ولكن أحيانا تستخدم كوسائل منع الحمل في حالات الطوارئ.

## حبوب منع الحمل الطارئ
قد تحتوي حبوب منع الحمل في حالات الطوارئ (التي يشار إليها أحيانا باسم وسائل منع الحمل الهرمونية في حالات الطوارئ) على جرعات أعلى من نفس الهرمونات (هرمون الاستروجين أو البروجستين أو كليهما) الموجودة في حبوب منع الحمل الفموية المنتظمة. قد تؤدى هذه الجرعات العالية إلى منع الحمل من الحدوث بعد الجماع غير المحمي أو فشل وسائل منع الحمل.

### أنواع حبوب منع الحمل الطارئ
هناك ثلاثة أنواع متاحة من حبوب منع الحمل في حالات الطوارئ: حبوب الاستروجين والبروجستين معا، وحبوب منع الحمل من البروجستين فقط (الليفونورجيستريل)، وحبوب أنتيبروجيستين (وليبريستال أسيتيت أو ميفيبريستون). حبوب منع الحمل من البروجستين فقط وأنتيبروجستين متوفرة على النحو المخصص (على وجه التحديد تعبأ لهذا الاستخدام) كحبوب منع الحمل في حالات الطوارئ. حبوب الاستروجين والبروجستين معا لم تعد متاحة كحبوب منع الحمل في حالات الطوارئ خصيصا، ولكن بعض حبوب منع الحمل المجمعة الفموية المنتظمة يمكن أن تستخدم حبوب منع الحمل في حالات الطوارئ.
تحتوي حبوب منع الحمل البروجستين فقط الطارئة على الليفونورجيستريل، إما كقرص واحد أو كجرعة مقسمة على قرصين يتم تناولهما بفارق 12 ساعة، وهي فعالة حتى 72 ساعة بعد الجماع. تباع حبوب منع الحمل الطارئ المحتوية على بروجستن فقط تحت العديد من الأسماء التجارية المختلفة. حبوب البروجستين فقط متوفرة من دون وصفة طبية في عدة بلدان (مثل بنغلاديش وبلغاريا وكندا وقبرص وجمهورية التشيك والدنمارك واستونيا والهند وهولندا والنرويج والبرتغال ورومانيا وسلوفاكيا وجنوب أفريقيا والسويد، والولايات المتحدة)، تصرف من صيدلي بدون وصفة طبية، وتتوفر مع وصفة طبية في بعض البلدان الأخرى.
أنتيبروجستين وليبريستال أسيتات متوفرة كقرص مسحوق مانع للطوارئ، فعاليته تصل إلى 120 ساعة بعد الجماع. حبوب منع الحمل وليبريستال أسيتيت التي وضعتها HRA فارما متاحة مع وصفة طبية في أكثر من 50 بلدا تحت أسماء العلامة التجارية إيلاون، إيلا (يتم تسويقها من قبل واتسون الصيدلة في الولايات المتحدة)، ودوبريسال 30، وليبريستال 30، وأوبريس.
يتوفر ميفيبريستون أنتيبروجستين (المعروف أيضا باسم رو-486) في خمسة بلدان كجرعة منخفضة أو جرعة متوسطة من وسائل منع الحمل في حالات الطوارئ، فعاليته تصل إلى 120 ساعة بعد الجماع. حبوب ميفبريستون ذات الجرعة المنخفضة متوفرة عن طريق وصفة طبية في أرمينيا وروسيا وأوكرانيا وفيتنام، ومن صيدلي دون وصفة طبية في الصين. حبوب ميفبريستون ذات الجرعة المتوسطة متوفرة عن طريق وصفة طبية في الصين وفيتنام.
حبوب منع الحمل الاستروجين (إيثينيل استراديول) والبروجستين (الليفونورجيستريل أو نورجستريل) معا تستخدم لتكون متاحة كحبوب منع الحمل للطوارئ خصيصا تحت عدة أسماء تجارية: شيرينغ PC4، وتيتراجينون، ونيوبريمافلار، وبريفن (في الولايات المتحدة) ولكن تم سحبها بعد ما أصبحت حبوب البروجستيرون فقط متاحة وهي الأكثر فعالية (الليفونورجيستريل) المخصصة في حالات الطوارئ مع آثار جانبية أقل. إذا لم تتوفر حبوب منع الحمل الأخرى المخصصة لحالات الطوارئ الأكثر فعالية (الليفونورجيستريل أو وليبريستال أسيتيت أو ميفيبريستون) يمكن استخدام تركيبات محددة من حبوب منع الحمل الفموية المنتظمة في جرعات مقسمة لمدة 12 ساعة (نظام يوزبي)، وهي فعالة حتى 72 ساعة بعد الجماع. وافقت إدارة الغذاء والدواء الأمريكية (FDA) على هذا الاستخدام خارج الجدولة لبعض العلامات التجارية من حبوب منع الحمل الفموية العادية المجمعة في عام 1997. اعتبارا من عام 2014، هناك 26 علامة تجارية من حبوب منع الحمل عن طريق الفم المجتمعة المنتظمة التي تحتوي على الليفونورجيستريل أو نورجيستريل المتاحة في الولايات المتحدة والتي يمكن استخدامها في نظام منع الحمل الطارئ «يوزبي».

### الفعالية
تظهر فعالية وسائل منع الحمل في حالات الطوارئ بشكل مختلف عن فعالية الطرق الاعتيادية لتحديد النسل: يعبر عنها بالنسبة المئوية من الانخفاض في معدل الحمل للاستخدام الواحد لوسائل منع الحمل في حالة طارئة. أنظمة حبوب منع الحمل المختلفة لها مستويات فعالية مختلفة، وحتى بالنسبة للنظام الواحد قد تجد دراسات مختلفة بمعدلات مختلفة من الفعالية. باستخدام مثال «75٪ فعالة»، مقالة في «طبيب الأسرة الأمريكي» تفسر حساب الفعالية بالتالي:

... هذه الأرقام لا تترجم إلى معدل الحمل 25 في المئة. بدلا من ذلك، فإنها تعني أنه إذا كان 1000 امرأة قامت بالجماع غير المحمي في الأسبوعين الأوسطين من دورة الطمث، فإن ما يقرب من 80 امرأة سوف تصبح حاملا، ومن شأن استخدام حبوب منع الحمل في حالات الطوارئ أن يخفض هذا العدد بنسبة 75 في المائة، أي إلى 20 امرأة.
وضعت إدارة الأغذية والعقاقير الأمريكية تقريرا عن نظام البروجستين فقط (باستخدام الليفونورجيستريل) أن له فعالية 89٪. واعتبارا من عام 2006، أوضح وضع التعليقات على خطة العلامة التجارية الأمريكية «ب» معدل هذه الفعالية من خلال القول: «سبعة من كل ثماني نساء اللواتي حملن لن تصبح حاملا».
في عام 1999، خلص تحليل تلوي لثماني دراسات عن النظام المجمع (يوزب) إلى أن أفضل نقطة تقدير للفعالية كانت 74٪. عام 2003 وجد تحليل اثنين من أكبر دراسات النظام المجمع (يوزب)، باستخدام طريقة حسابية مختلفة، أن تقديرات الفعالية هي 47٪ و 53٪.
فيما يخص نظامي بروجستن فقط ويوزب، وجد أن فعالية وسائل منع الحمل في حالات الطوارئ تصبح أعلى عند اخذها في غضون 12 ساعة من الجماع وتتراجع مع مرور الوقت. وفي حين أن معظم دراسات منع الحمل في حالات الطوارئ لم تجرى سوى على نساء في غضون 72 ساعة من الجماع غير المحمي، أشارت دراسة أجرتها منظمة الصحة العالمية في عام 2002 إلى أن الفعالية المعقولة قد تستمر لمدة تصل إلى 120 ساعة (5 أيام) بعد الجماع.
ل 10 ملج من الميفيبريستون يؤخذ ما يصل إلى 120 ساعة (5 أيام) بعد الجماع، أوضحت التقديرات المجمعة من ثلاث تجارب أن الفعالية 83٪. أوضح تقرير أن جرعة معتدلة من الميفيبريستون أفضل من LNG أو يوزب.
قامت شركة إتش. آر. ايه فارما بتغيير معلومات التغليف الخاصة بالنورليفو (الذي يحتوي على جرعة ومواد كيميائية مماثلة للعديد من شركات الرعاية الصحية الأوروبية الأخرى) في نوفمبر 2013، محذرة من أن الدواء يفقد من فعاليته لدى النساء اللواتي يزنَّ أكثر من 165 رطلا، وهو غير فعال تماما بالنسبة للنساء اللواتي يزنَّ 176 رطلا.

### تاريخ أساليب الحساب
لم تحاول الدراسات المبكرة لحبوب منع الحمل في حالات الطوارئ حساب معدل الفشل؛ فقد سجلوا ببساطة عدد النساء اللاتي حملن بعد استخدام وسائل منع الحمل في حالات الطوارئ. ومنذ عام 1980، قامت التجارب الإكلينيكية لوسائل منع الحمل في حالات الطوارئ أولا بتحليل حالات الحمل المحتملة في مجموعة الدراسة إذا لم يعط أي علاج. تحسب الفعالية بقسمة الحمل الملاحظ على العدد المقدر للحمل دون علاج.
التجارب الوهمية الخاضعة للإشراف والتي يمكن أن تعطي مقياسا دقيقا لمعدل الحمل دون علاج ستكون غير أخلاقية، وبالتالي فإن نسبة الفعالية متعمدة على معدلات الحمل المقدرة. وهي ماتقدّر حاليا باستخدام متغيرات طريقة التقويم. يجب استبعاد النساء اللواتي يعانين من دورات غير منتظمة لأي سبب (بما في ذلك استخدام الهرمونات مؤخرا مثل وسائل منع الحمل عن طريق الفم والرضاعة الطبيعية) من هذه الحسابات. حتى بالنسبة للنساء المدرجة في الحساب، فقد تم التوصل منذ فترة طويلة إلى وجود قصور في أساليب التقويم في تحديد الخصوبة. في مقالتهم التقريرية عن الحالات الطارئة في فبراير 2014، لاحظ تروسيل وريموند مايلي:

حساب الفعالية، وخاصة قاسم الجزء، ينطوي على العديد من الافتراضات التي يصعب التحقق من صحتها... خطر الحمل للنساء المحتاجات لحبوب منع الحمل الطارئ يبدو أقل مما هو مفترض في تقديرات فعالية حبوب منع الحمل الطارئ، والتي من المحتمل أن تكون مُبالغ في تقديرها. ومع ذلك، فإن التقديرات الدقيقة للفعالية قد لا تكون ذات صلة كبيرة مع كثير من النساء اللواتي تعرضن للجماع غير المحمي، حيث أن حبوب منع الحمل في حالة الطوارئ غالبا ما تكون العلاج الوحيد المتاح.
في عام 1999، اقترح الفحص الهرموني كوسيلة أكثر دقة لتقدير الخصوبة لدراسات حبوب منع الحمل في الحالات الطارئة.

### السلامة
الحمل الحالي ليس مانع من حيث السلامة، كما أنه لا يوجد أي ضرر معروف للمرأة، ولسير الحمل، أو الجنين إذا استخدمت حبوب البروجستين فقط أو حبوب منع الحمل المجمعة الطارئة عن طريق الخطأ، ولكن لم تتم الإشارة إلى منع الحمل الطارئ في امرأة معروف حملها أو مشتبه به لأنه غير فعال في النساء الحوامل بالفعل.
لم تسرد منظمة الصحة العالمية أي حالة طبية تفوق فيها مخاطر حبوب منع الحمل في حالات الطوارئ الفوائد. وخلصت الأكاديمية الأمريكية لطب الأطفال وخبراء في مجال منع الحمل في حالات الطوارئ إلى أن حبوب منع الحمل من البروجستين فقط قد تكون مفضلة على الحبوب المجمعة التي تحتوي على هرمون الاستروجين في النساء اللاتي لديهن تاريخ من جلطات الدم أو السكتة الدماغية أو الصداع النصفي.
نصت الأكاديمية الأمريكية لطب الأطفال، والكلية الأمريكية لأطباء النساء والتوليد، وإدارة الغذاء والدواء الأمريكية، منظمة الصحة العالمية، والكلية الملكية لأطباء النساء والتوليد، وغيرهم من الخبراء في وسائل منع الحمل في حالات الطوارئ على أنه لا توجد ظروف طبية معينة تتعارض مع تناول حبوب البروجستن فقط. لاحظت الكلية الملكية لأطباء النساء والتوليد على وجه التحديد أن الجلطات الدموية الوريدية الحالية، والتاريخ الحالي أو الماضي من سرطان الثدي، ومرض التهاب الأمعاء، والبورفيريا المتقطعة الحادة كحالات حيث مزايا استخدام حبوب منع الحمل في حالات الطوارئ عموما تفوق المخاطر النظرية أو المثبتة.
حبوب منع الحمل الطارئ، مثل جميع وسائل منع الحمل الأخرى، تحد من المخاطر المطلقة للحمل خارج الرحم عن طريق منع الحمل وليس هناك زيادة في الخطر النسبي للحمل خارج الرحم في النساء اللواتي يحملن بعد استخدام حبوب منع الحمل البروجستين فقط.

### التفاعلات
مستحضر الأعشاب من نبتة سانت جون وبعض الأدوية التي تحفز الإنزيم (مثل مضادات الاختلاج أو ريفامبيسين) قد يقلل من فعالية حبوب منع الحمل في حالات الطوارئ، وقد يتطلب الأمر جرعة أكبر.

### الآثار الجانبية
كانت أشهر الآثار الجانبية التي أبلغ عنها مستخدمو حبوب منع الحمل في حالات الطوارئ هي الغثيان (50.5٪ من 979 مستخدمي نظام يوزب و 23.1٪ من 977 مستخدمي الليفونورجيستريل فقط في عام 1998 في تجربة منظمة الصحة العالمية؛ 14.3٪ من 2,720 المستخدمين الليفونورجيستريل فقط في تجربة منظمة الصحة العالمية 2002)؛. والقيء أقل شيوعا بكثير وغير معتاد مع حبوب منع الحمل من الليفونورجيستريل فقط (18.8٪ من 979 مستخدمي نظام يوزب و 5.6٪ من مستخدمي الليفونورجيستريل فقط في عام 1998 في تجربة منظمة الصحة العالمية، 1.4٪ من 2,720 مستخدمي الليفونورجيستريل فقط في عام 2002 في تجربة منظمة الصحة العالمية) لا ينصح بأخذ مضادات القئ بشكل روتيني مع حبوب منع الحمل الطارئ من الليفونورجيستريل فقط. إذا تقيأت المرأة في غضون ساعتين من أخذ حبوب منع الحمل من الليفونورجيستريل فقط، يجب أن تأخذ جرعة إضافية في أقرب وقت ممكن.
من الآثار الجانبية الشائعة الأخرى (التي أبلغ عنها أقل من 20٪ من مستخدمي الليفونورجيستريل فقط في كل من تجارب منظمة الصحة العالمية 1998 و 2002) هي آلام في البطن، والتعب، والصداع، والدوخة، وتصلب الثدي. الآثار الجانبية عادة لا تحدث لأكثر من بضعة أيام بعد العلاج، تنفك بشكل عام في غضون 24 ساعة.
عادة ما يحدث انقطاع مؤقت للدورة الشهرية. إذا أخذت قبل التبويض، قد تحفز جرعات عالية من البروجستيرون في أدوية الليفونورجيستريل نزيف انسحاب البروجستيرون بعد بضعة أيام من أخذ حبوب منع الحمل. وجدت إحدى الدراسات أن حوالي نصف النساء اللواتي استخدمن حبوب منع الحمل الليفونورجيستريل تعرضن للنزيف في غضون 7 أيام من تناول الحبوب. إذا أخذ الليفونورجيستريل بعد التبويض، فإنه قد يزيد من طول المرحلة اللوتيلية، وبالتالي تأخير الحيض لبضعة أيام. إذا أخذ الميفيبريستون قبل التبويض، قد يؤخر التبويض لمدة 3-4 أيام (قد يؤدي التبويض المتأخر إلى تأخر الطمث). هذه الاضطرابات تحدث فقط في الدورة التي تم أخذ حبوب منع الحمل الطارئ خلالها؛ ولا يتأثر طول الدورة اللاحقة بشكل كبير. إذا تأخرت فترة الطمث للمرأة لمدة أسبوعين أو أكثر، ينصح بأن تقوم باختبار الحمل. (قد لا يقدم الاختبار السابق نتائج دقيقة).

## جهاز داخل الرحم
جهاز النحاس على شكل T الجهاز داخل الرحم (اللولب) بديل عن حبوب منع الحمل في حالات الطوارئ، والذي يمكن استخدامه حتى 5 أيام بعد الجماع غير المحمي لمنع الحمل. تركيب اللولب أكثر فعالية من استخدام حبوب منع الحمل في حالات الطوارئ - معدلات الحمل عندما يستخدم كوسيلة منع الحمل في حالات الطوارئ هي نفسها كما هو الحال عند استخدامه العادي. يمكن ترك اللولب في مكانه بعد الحيض لضمان استمرارية منع الحمل (3-10 سنوات اعتمادا على نوعه).

## كوسيلة منع حمل منتظمة
تم تسويق ماركة واحدة من حبوب الليفونورجيستريل كوسيلة دارجة لتعطيل ما بعد الجماع. ومع ذلك، هناك عيوب خطيرة لمثل هذا الاستخدام من حبوب منع الحمل البروجستين فقط عن طريق الفم ذات جرعة عالية، خاصة إذا لم يتم استخدامها وفقا لمجموعة توجيهات، ولكن بدلا من ذلك تستخدم وفقا لمجموعة التوجيهات كحبوب منع الحمل في حالات الطوارئ:
بسبب زيادة شدة  الآثار الجانبية مع الاستخدام المتكرر، ينصح بأخذ بوستينور فقط للنساء اللاتي يقومن بالجماع أربع مرات أو أقل في الشهر.
إذا لم تستخدم وفقا لمجموعة التوجيهات، ولكن بدلا من ذلك تستخدم وفقا لتوجيهات حبوب الليفونورجيستريل لمنع الحمل الطارئ  (تصل إلى 72 ساعة بعد الجماع)، فسيتم تقديرها كاستخدام مثالي (عندما لا تستخدم وفقا للتوجيهات  الخاصة بها ولكن تستخدم وفقا لتوجيهات حبوب ليفونورجيستريل لمنع الحمل في حالات الطوارئ) يصل معدل الحمل إلى 20٪ سنويا عند استخدامها كوسيلة وحيدة لمنع الحمل (بالمقارنة مع معدل الحمل السنوي 40٪ لنظام يوزب).  تكون معدلات الفشل هذه أعلى من معدلات جميع وسائل تحديد النسل الأخرى تقريبا، بما في ذلك طريقة الإيقاع والانسحاب.
مثل كل الطرق الهرمونية، فإن حبوب منع الحمل التي تحتوي على جرعة عالية من بروجستن فقط لا تحمي من الأمراض المنقولة جنسيا.
يوصى عموما باستخدام بحبوب منع الحمل في حالات الطوارئ للدعم الاحتياطي أو «الطوارئ»، بدلا من استخدامها كوسيلة أساسية لمنع الحمل. وهي مخصصة للاستخدام عندما تكون وسائل منع الحمل الأخرى قد فشلت، على سبيل المثال، إذا نسيت امرأة أن تأخذ حبوب منع الحمل أو عند تمزق الواقي الذكري أثناء الجماع.

## العلاقة مع الجنس عالي المخاطر والإجهاض
جاء في بيان سياسة الأكاديمية الأمريكية لطب الأطفال (ديسمبر 2012) حول منع الحمل في حالات الطوارئ: «على الرغم من الدراسات المتعددة التي تبين عدم وجود سلوك زيادة الخطر أوأدلة على أن وسائل منع الحمل الهرمونية في حالات الطوارئ لن تتعامل مع الحمل القائم بالفعل، والخطاب العام والطبي يعكس أن القيم الشخصية من الأطباء والصيادلة لا تزال تؤثر على إتاحة وسائل منع الحمل في حالات الطوارئ، وخاصة للمراهقين».
 يقول أحدث تقرير (ديسمبر 2013) من قبل خبراء منع الحمل في حالات الطوارئ تروسيل وريموند: "يبدو أن الأدلة المنشورة تثبت بشكل مقنع أن جعل وسائل منع الحمل في حالات الطوارئ متاحة على نطاق أوسع لا يزيد من المخاطرة أو يؤثر سلبا على استخدام وسائل منع الحمل العادية". . . . ومع ذلك، فإن إعادة تحليل إحدى التجارب العشوائية تشير إلى أن سهولة الوصول إلى وسائل منع الحمل الطارئ قد تزيد من تواتر الأفعال الزوجية مع احتمال أن تؤدي إلى الحمل ". وتلاحظ أن أربع تجارب عشوائية ممنهجة قد وجدت أن التوفير المتقدم لحبوب منع الحمل في حالات الطوارئ لم يزيد من معدلات الإصابة بالأمراض المنقولة بالاتصال الجنسي أو المخاطر الجنسية. أشار تروسيل وريمون إلى أنه بعد أن أعيد تحليل إحدى الدراسات الأربع في وقت لاحق، فإن البيانات أظهرت ارتفاع المخاطر الجنسية،  على وجه التحديد في بعض الحالات استبدال وسائل منع الحمل في حالات الطوارئ لموانع الحمل العادية مثل الواقيات الذكرية التي هي أكثر فعالية.
في فرنسا والسويد وبريطانيا، حيث كان  نظام يوزب لمنع الحمل الطارئ متاحا مع وصفة طبية لأكثر من عقد من الزمان،  وحبوب منع الحمل بروجستين فقط  كانت متاحة دون وصفة طبية لمدة 8 و 6 و 2 سنة على التوالي - كان معدل الإجهاض مستقرا أو أعلى خلال تلك الفترة الزمنية. وخلصت دراسة أخرى إلى أن توزيع الإمدادات المسبقة مجانا من وسائل منع الحمل الطارئ على أعداد كبيرة من النساء في اسكتلندا لم يقلل من معدلات الإجهاض. قارنت تجربة عشوائية ممنهجة شملت 2000 امرأة في الصين من النساء اللواتي يتاح لهن الوصول المبكر إلى وسائل منع الحمل الطارئ بالنساء اللواتي لا يملكن إمكانية الوصول إليها، ولاحظت أن معدل الحمل هو نفسه بين المجموعتين. لاحظت الدراسة أن «... توفير وسائل منع الحمل الطارئ في وقت مبكر يزيد استخدامه، ولكن ليس هناك دليل مباشر على أنه يقلل من الحمل غير المقصود» وخلصت التجربة إلى أن وسائل منع الحمل الطارئ قد لا تخفض معدلات الإجهاض.
في سبتمبر / أيلول 2006، كتبت خبيرة منع الحمل في حالات الطوارئ آنا غلاسير، مقالا بعنوان «وسائل منع الحمل في حالات الطوارئ، هل يستحق كل هذه الضجة؟» التي قالت في الختام: «هل وسائل منع الحمل في حالات الطوارئ تستحق هذه الضجة؟ إذا كنتِ امرأة مارست الجنس غير المحمي إذن بالطبع تستحق، لأن منع الحمل في حالات الطوارئ سوف يمنع الحمل في بعض النساء لبعض الوقت، وإذا كنتِ لا ترغبين في الحصول على حمل فإن أي شيء أفضل من لا شيء.إذا كنت محررا في كماج أو مفوض إدارة الاغذية والعقاقير إذن نعم تستحق، لأن الحرية العلمية تستحق المعركة، وإذا كنت تبحث عن تدخل من شأنه أن يقلل من معدلات الإجهاض، قد لا يكون منع الحمل في حالات الطوارئ هو الحل، وربما يجب أن تركز أكثر على تشجيع الناس على استخدام وسائل منع الحمل قبل أو أثناء ممارسة الجنس، وليس بعد ذلك».

## منع الحمل الطارئ والاعتداء الجنسي
قبل أن تستخدم وسائل منع الحمل الطارئ في عامة السكان أو تعرف بأنها «وسائل منع الحمل في حالات الطوارئ»، كانت تستخدم ابتداء من ستينات وسبعينيات القرن العشرين، وتحديدا على أنها علاج لضحايا الاعتداء الجنسي. تبلغ معدلات الحمل بين ضحايا الاغتصاب في سن الإنجاب حوالي 5 في المائة في الولايات المتحدة، حيث أن حوالي نصف ضحايا الاغتصاب اللواتي يحملن لديهم حالات إجهاض. على الرغم من أن وسائل منع الحمل في حالات الطوارئ تستخدم عادة كخيار لضحايا الاعتداء الجنسي، يعتقد بعض الباحثين أن هذا الاستخدام  كتدبير للصحة العامة غير واسع الانتشار بما فيه الكفاية.

## آلية العمل
الآلية الأولية لعمل حبوب منع الحمل الطارئة من البروجستيرون فقط هي منع الإخصاب عن طريق تثبيط التبويض. أفضل الأدلة المتاحة هي أنه ليس لديها أي تأثير بعد الإخصاب مثل الوقاية من الغرس. التسميات المعتمدة من قبل إدارة الأغذية والعقاقير الأمريكية ووكالة الأدوية الأوروبية  (عدا نورليفو لشركة اتش. آر. إيه فارما) لحبوب منع الحمل الطارئ ليفونورجيسترل (استنادا إلى مسميات حبوب منع الحمل الفموية العادية) تقول أنها قد تسبب تغيرات في بطانة الرحم تثبط الغرس.  الاستخدام اليومي لحبوب منع الحمل العادية عن طريق الفم يمكن أن يحدث تغير في بطانة الرحم (على الرغم من أن هذا لم يثبت أنه يتعامل مع الغرس)، ولكن الاستخدام المعزول لحبوب منع الحمل الطارئ الليفونورجيستريل لا يملك الوقت لتغيير بطانة الرحم.  في مارس / آذار 2011، أصدر الاتحاد الدولي لأمراض النساء والتوليد بيانا جاء فيه: "إن مراجعة الأدلة تشير إلى أن الليفونورجيستريول لا يمكن أن يمنع انغراس البويضة المخصبة، ولا ينبغي أن تدرج اللغة المستخدمة عن الانغراس مع ملصقات منتج الليفونورجيستريول. في يونيو / حزيران 2012، دعت صحيفة نيويورك تايمز في افتتاحية إدارة الأغذية والعقاقير إلى إزالة الاقتراح غير المعتمد من ملصقاتها بأن حبوب منع الحمل الليفونورجيستريل الطارئة تمنع عملية الغرس. في تشرين الثاني / نوفمبر 2013، وافقت وكالة الأدوية الأوروبية على تغيير في التسمية لدواء إتش. آر.إيه فارما قائلا أنها لا يمكن أن تمنع غرس البيضة المخصبة.
وسائل منع الحمل في حالات الطوارئ البروجستيرون فقط  لا يبدو أنها تؤثر على وظيفة أنابيب فالوب أو زيادة معدل حالات الحمل خارج الرحم.
الآلية الأساسية لعمل حبوب منع الحمل وسيطة  مستقبلات البروجسترون  مثل الميفيبريستون ذو الجرعة المنخفضة والجرعة المتوسطة ووليبريستال أسيتيت هو منع التخصيب عن طريق تثبيط أو تأخير التبويض.  وجدت دراسة سريرية واحدة أن تناول  وليبريستال أسيتيت ما بعد التبويض غيرت في بطانة الرحم، ولكن غير معروف إذا ما كانت التغييرات ستثبط الغرس. لم تذكر العلامات الأوروبية المعتمدة أن لحبوب منع الحمل الطارئة وليبريستال أسيتيت أي تأثير على عملية الغرس، ولكن التسمية المعتمدة من قبل إدارة الأغذية والعقاقير الأمريكية تقول: «التعديلات على بطانة الرحم التي قد تؤثر على الغرس يمكن أن تسهم أيضا في الفعالية».
الآلية الأولية لعمل الأجهزة الرحمية النحاسية (IUD) كوسائل منع الحمل في حالات الطوارئ هي منع الإخصاب بسبب سمية النحاس تجاه الحيوانات المنوية والبويضات. الفعالية العالية جدا للوالب الرحمية النحاسية كوسائل منع الحمل في حالات الطوارئ يعني أنها يجب أيضا أن تمنع بعض حالات الحمل عن طريق التأثير بعد الإخصاب مثل منع الغرس.

## التاريخ
في عام 1966، ذكر كلا من طبيب أمراض النساء جون ماكلين موريس وعالم الأحياء جيرترود فان واجينن في مدرسة ييل للطب الاستخدام الناجح لجرعات عالية من حبوب الاستروجين عن طريق الفم كوسائل منع الحمل بعد الولادة في النساء وقرود ماكاك ريسوس، على التوالي. دُرس عدد قليل من الأدوية المختلفة، مع التركيز على جرعة عالية من هرمون الاستروجين، وكان من المأمول في الأصل أن وسائل منع الحمل ما بعد الجماع يمكن أن تكون متاحة كوسيلة منع حمل مستمرة.
كانت أول الطرق المستخدمة على نطاق واسع هي هرمون الاستروجين ذو الجرعة العالية لمدة خمسة أيام، وذلك باستخدام دي إيثيل ستيلبيسترول (ديس) في الولايات المتحدة وإيثينيل استراديول في هولندا من قبل الدكتور هاسبلز.
في أوائل السبعينيات، تم تطوير نظام يوزب من قبل إيه. ألبرت يوزب في عام 1974؛ تم التحقيق في وسائل منع الحمل بعد الجماع من البروجستين فقط (1975)، وتمت دراسة اللولب النحاسي لأول مرة لاستخدامه كوسيلة لمنع الحمل في حالات الطوارئ (1975). تم اختبار دانازول في أوائل الثمانينيات على أمل أن يكون له آثار جانبية أقل من يوزب، ولكن وُجد أنه غير فعال.
أصبح نظام يوزب مسار العلاج المعتاد لموانع الحمل ما بعد الجماع في العديد من البلدان في الثمانينيات. تمت الموافقة على أول وصفة طبية لهرموني الاستروجين والبروجستين مجتمعين معا، «شيرينغ PC4» (إثينيليستراديول ونورجيستريل)، في المملكة المتحدة في يناير كانون الثاني عام 1984 وتم تسويقها لأول مرة في أكتوبر 1984. قدم شيرينغ إيه جي منتجا ثانويا للوصفات الطبية فقط، وتيتراجينون (إيثينيل استراديول وليفونورجستريل) في ألمانيا في عام 1985. بحلول عام 1997، تمت الموافقة على منتجات «شيرينغ» المخصصة للتوزيع بالوصفة الطبية فقط في 9 بلدان فقط: المملكة المتحدة (شيرينغ PC4) ونيوزيلندا (شيرينغ PC4) وجنوب أفريقيا (سي -جين- إي) وألمانيا (تيتراجينون) وسويسرا (تيتراجينون)، والدنمارك (تيتراجينون)، والنرويج (تيتراجينون)، والسويد (تيتراجينون) وفنلندا (نيوبريمافلار)؛ وقد سحبت من السوق في نيوزيلندا في عام 1997 لمنع بيعها دون وصفة طبية. كانت حبوب منع الحمل الفموية المنتظمة (التي كانت أقل تكلفة ومتاحة بشكل أوسع) أكثر شيوعا للاستخدام في نظام يوزب حتى في البلدان التي تتوفر فيها منتجات مخصصة.
مع مرور الوقت، زاد الاهتمام بعلاجات البروجستين فقط. لعب البرنامج الخاص المعنيّ بالتكاثر البشري ـ وهو منظمة دولية من أعضائها البنك الدولي ومنظمة الصحة العالمية ـ دورا رائدا في مجال منع الحمل في حالات الطوارئ من خلال تأكيد فعالية الليفونورجيستريل ". بعد أن أجرت منظمة الصحة العالمية تجربة ضخمة للمقارنة بين نظام اليوزب والليفونورجسيترل في 1998،  تم سحب منتجات الاستروجين ـ بروجستين المجمعة تدريجيا من بعض الأسواق (توقف بريفن في الولايات المتحدة في مايو 2004، وتوقف شيرينغ PC4 في المملكة المتحدة في أكتوبر 2001، وتيتراجينون في فرنسا) لصالح حبوب البروجستين فقط، على الرغم من أن منتجات نظام يوزب مع وصفة مخصصة فقط لا تزال متاحة في بعض البلدان.
في عام 2002، أصبحت الصين أول بلد يسجل فيه الميفيبريستون لاستخدامه لمنع الحمل في حالات الطوارئ.

### دي إيثيل ستيلبيسترول (ديس)
- في عام 1971، نشرت مجلة «نيو إنجلاند جورنال أوف مديسين» دعوة إلى الانتباه إلى الدراسات المنشورة سابقا حول استخدام ديس كوسيلة منع الحمل بعد الجماع في جامعة ييل، ونشرت دراسة كبيرة في جاما حول استخدام ديس كوسيلة منع الحمل ما بعد الجماع في جامعة ميشيغان، أدى ذلك إلى أن أصبح الاستخدام خارج التسمية من ديس كما وسيلة منع الحمل بعد الجماع سائدا في العديد من الخدمات الصحية الجامعية.[91][92]
- في أيار / مايو 1973، في محاولة لتقييد الاستخدام خارج التسمية لديس كوسيلة لمنع الحمل في حالات الطوارئ مثل الاغتصاب، تم إرسال نشرة بالدواء من إدارة الأغذية والعقاقير إلى جميع الأطباء والصيادلة في الولايات المتحدة، وقيل أن إدارة الأغذية والعقاقير اعتمدت، في ظل ظروف محدودة، استخدام وسائل منع الحمل من ديس بعد الجماع.[93](في شباط / فبراير 1975، شهد مفوض إدارة الأغذية والعقاقير أن الخطأ الوحيد في نشرة إدارة الأغذية والعقاقير الدوائية في مايو 1973 كان أنها لم توافق على استخدام وسائل منع الحمل بعد الجماع من ديس.[94]

- في سبتمبر 1973، نشرت إدارة الأغذية والعقاقير قاعدة مقترحة تحدد وضع تصنيف للمريض ومتطلبات التعبئة والتغليف الخاصة لأي جهة تصنيع تسعى للحصول على موافقة إدارة الأغذية والعقاقير لتسويق ديس كوسيلة لمنع الحمل بعد الجماع، ودعت المُصنّعين لتقديم طلبات مختصرة جديدة عن الدواء لهذا الغرض، وإخطار المصنعين أن إدارة الأغذية والعقاقير قررت أن تأمر بسحب أقراص ديس 25 ملج (التي كانت تستخدم خارج التسمية على أنها وسائل منع الحمل بعد الجماع).[95][96][96][97]
- في أواخر عام 1973، أوفقت شركة إيلي ليلي، أكبر شركة أمريكية لتصنيع ديس، إنتاج أقراص ديس 25 ملج، وفي مارس 1974 أرسلت رسالة إلى جميع الأطباء والصيادلة في الولايات المتحدة تخبرهم أنها لا توصي باستخدام ديس كوسيلة لمنع الحمل بعد الجماع.[94]
- قدمت شركة صيدلانية واحدة فقط في وقت مضى، شركة تابليكابس، وهي شركة صغيرة لتصنيع الأدوية الجنيسة، (في يناير 1974) طلب لإدارة العقاقير والأغذية لاستخدام ديس كوسيلة لمنع الحمل في مرحلة ما بعد الطوارئ ، ولم توافق الإدارة عليه إطلاقا.[94][98]
- في فبراير 1975، قالت إدارة الاغذية والعقاقير أنها لم تعتمد بعد ديس باعتباره من وسائل منع الحمل بعد الجماع، ولكن بعد 8 مارس 1975 سمحت بتسويق ديس لهذا الغرض في حالات الطوارئ مثل الاغتصاب أو سفاح المحارم إذا حصل الصانع على الطلبات المعتمدة التي تلتزم بتصنيف المريض والتعبئة والتغليف المخصوص كما هو مبين في قاعدة إدارة الأغذية والعقاقير النهائية التي نشرت في فبراير 1975. ولتقليل استخدام ديس خارج التصنيف كوسيلة منع الحمل في مرحلة ما بعد الجماع، [99] أصدرت إدارة الأغذية والعقاقير في فبراير 1975 أوامر بسحب أقراص ديس 25 ملج (وأعلى) من السوق وأمرت بوضع علامات على الجرعات المنخفضة (5 ملج وأقل) وتم تغيير الاستخدامات الأخرى لديس ليذكر: «يجب ألا يستخدم هذا المنتج كمانع حمل ما بعد الجماع» في أحرف كبيرة على السطر الأول من معلومات وصفة الطبيب وفي موقع بارز وواضح من الحاوية وكرتون التسمية.[96][100]
- في آذار / مارس 1978، أرسلت نشرة أدوية من إدارة الأغذية والعقاقير إلى جميع الأطباء والصيادلة الأميركيين قيل فيها "إن إدارة الأغذية والعقاقير لم تعط بعد موافقة لأي شركة مصنعة على تسويق ديس كوسيلة لمنع الحمل بعد الجماع، إلا أن الوكالة ستوافق على هذا المؤشر لحالات الطوارئ مثل الاغتصاب أو سفاح المحارم إذا كان المصنع يوفر وضع تصنيف للمريض والتعبئة والتغليف الخاص. لمنع استخدام ديس"بعد الصباح" دون وضع العلامات للمريض، أزالت إدارة الاغذية والعقاقير أقراص ديس 25 ملج من السوق، المستخدمة سابقا لهذا الغرض.[101]

في الثمانينيات من القرن العشرين، كان استخدام نظام يوزب خارج التسمية يحل محل استخدام ديس لموانع الحمل بعد الجماع.
- ديس لم يعد متاحا تجاريا في الولايات المتحدة. توقفت شركة إيلي ليلي، وهي الشركة المصنعة الأمريكية الأخيرة، عن الإنتاج في ربيع عام 1997.[104]

### بريفن
- في 25 فبراير 1997، نشرت إدارة الأغذية والعقاقير إشعار في السجل الاتحادي قائلا أنها توصلت إلى أن نظام يوزب كان آمنا وفعالا للاستخدام خارج التسمية كوسيلة منع الحمل بعد الجماع في حالة الطوارئ، وأنها على استعداد لقبول طلبات تصنيع الدواء الجديد لحبوب منع الحمل الفموية المجمعة كوسائل منع الحمل في حالة الطوارئ، وأدرجت حينها 6 أنواع متاحة من حبوب منع الحمل الفموية المجمعة (هناك الآن 22 نوعا) [5] التي يمكن استخدامها كوسائل منع الحمل الطارئ.
- في 1 سبتمبر 1998، وافقت إدارة الأغذية والعقاقير على الوصفة الطبية لنظام يوزب بريفن كوسيلة منع الحمل في حالات الطوارئ (التي تحتوي على اختبار البول للحمل و 4 حبوب منع حمل مجمعة).[105]
- توقف بريفن في أيار / مايو 2004.[106]

### الخطة «ب»
- في 28 يوليو 1999، وافقت إدارة الأغذية والعقاقير على الوصفة الطبية للبروجستين فقط كخطة بديلة (750 ميكروغرام الليفونورجيستريل حبوب منع الحمل) من وسائل منع الحمل في حالات الطوارئ.[107]
- في 24 أغسطس 2006، وافقت إدارة الأغذية والعقاقير إتاحة «الخطة البديلة» دون وصفة طبية من الصيدليات التي يعمل بها صيدلي مرخص للنساء من عمر 18 أو أكثر؛ تم توفير شكل «مع وصفة طبية فقط» من الخطة البديلة للإناث الأصغر سنا بدءا من عمر 17 سنة وأصغر.[108]
- في 6 نوفمبر 2006، أعلنت شركة بار فارماسيوتيكالز أن شركتها التابعة «دوراميد فارماسيوتيكالز» بدأت شحنة من الملصقات المزدوجة من الخطة «ب» أوتك / ركس، وستكون متاحة في الصيدليات في جميع أنحاء الولايات المتحدة بحلول منتصف نوفمبر 2006.[109]
- في 23 مارس 2009، أمر قاض أمريكي إدارة الغذاء والدواء بإتاحة الفرصة لذوي 17 سنة من العمر للحصول على الخطة «ب» بدون وصفة طبية.[110] وهذا يغير حكم 24 أغسطس 2006، والخطة «ب» متاحة الآن " بدون وصفة طبية للرجال والنساء. وهناك طريقة وصفة طبية متاحة للفتيات دون 17 سنة.
- في 30 أبريل 2013، اتعمدت إدارة الأغذية والعقاقير (مع التفرد بالتسويق لمدة ثلاث سنوات) شركة تيفا للصناعات الدوائية لتصنيع الخطة «ب» بخطوة واحدة للبيع دون وصفة طبية لأي شخص عمره 15 أو أكثر الذين يمكن أن يظهروا إثبات العمر مثل رخصة القيادة وشهادة الميلاد، أو جواز سفر إلى موظف متجر الأدوية.[111]
- سوف تظل حبوب منع الحمل العامة ليفونونورجيستريل وجميع حبوب منع الحمل ليفونورجيستريل الثنائية مقيدة بالبيع من الصيدلي دون وصفة طبية لأي شخص عمره 17 أو أكثر الذين يمكن أن يظهروا إثبات العمر.[111]
- في 10 يونيو 2013، توقفت إدارة أوباما عن محاولة منع توافر حبوب منع الحمل لجميع النساء والفتيات دون وصفة طبية. مع هذا الانقلاب فإن أي امرأة أو فتاة سوف تكون قادرة على شراء خطة «ب» بخطوة واحدة دون وصفة طبية.[112]

## وصلات خارجية
- The Emergency Contraception Website (not-2-late.com) – by the Office of Population Research at جامعة برنستون and the Association of Reproductive Health Professionals. Information for women who need emergency contraception now.
- Planned Parenthood web site. Educational web site with information for women who need emergency contraception now.
- International Consortium for Emergency Contraception Policy-oriented web site directed at professionals.
- Emergency contraception by the Adolescent Medicine Committee, Canadian Pediatric Society (CPS), Paediatrics and Child Health الجمعية الكندية لصحة المراهقين
- Use of Emergency Contraception Among Women Aged 15-44, United States, 2006-2010 المركز الوطني للإحصاءات الصحية